# 제46회 아카데미상
제46회 아카데미상은 1974년 4월 2일에 열린 시상식이다. LA 도로시 챈들러 파빌리온에서 개최되었으며 사회자는 버트 레이놀즈, 다이애나 로스, 존 휴스톤, 데이비드 니븐이다.

## 후보 및 수상

### 작품상
- 스팅 - 토니 빌 수상
- 청춘 낙서 - 프란시스 포드 코폴라
- 엑소시스트 - 윌리엄 피터 블래티
- 주말의 사랑 - 멜빈 프랭크

### 남우주연상
- 호랑이를 구하라 - 잭 레먼 수상
- 마지막 지령 - 잭 니콜슨
- 형사 서피코 - 알 파치노
- 스팅 - 로버트 레드포드
- 파리에서의 마지막 탱고 - 말론 브란도

### 여우주연상
- 주말의 사랑 - 글렌다 잭슨 수상
- 엑소시스트 - 엘렌 버스틴
- 여름날의 소망 - 조앤 우드워드
- 추억 - 바브라 스트라이샌드

### 남우조연상
- 하버드 대학의 공부벌레들 - 존 호스맨 수상
- 엑소시스트 - 제이슨 밀러
- 마지막 지령 - 랜디 쿼이드
- 호랑이를 구하라 - 잭 길포드

### 여우조연상
- 페이퍼 문 - 테이텀 오닐 수상
- 청춘 낙서 - 캔디 클락
- 엑소시스트 - 린다 블레어
- 페이퍼 문 - 매들린 칸
- 여름날의 소망 - 실비아 시드니

### 감독상
- 스팅 - 조지 로이 힐 수상
- 청춘 낙서 - 조지 루카스
- 엑소시스트 - 윌리엄 프리드킨
- 파리에서의 마지막 탱고 - 베르나르도 베르톨루치

### 각본상
- 스팅 - 데이빗 S. 워드 수상

### 각색상
- 엑소시스트 - 윌리엄 피터 블래티 수상

### 촬영상
- 외침과 속삭임 - 스벤 닉비스트 수상

### 편집상
- 스팅 - 윌리엄 레이놀즈 수상

### 미술상
- 스팅 - 헨리 범스테드 수상

### 의상상
- 스팅 - 에디스 헤드 수상

### 음악상
- 추억 - 마빈 햄리시 수상

### 주제가상
- 추억 - 마빈 햄리시 수상

### 음향믹싱상
- 엑소시스트 - Robert Knudson 수상

### 단편애니메이션상
- Frank Film - Frank Mouris 수상

### 단편영화상
- The Bolero - Allan Miller 수상

### 장편다큐멘터리상
- The Great American Cowboy - Kieth Merrill 수상

### 단편다큐멘터리상
- Princeton: A Search for Answers - Julian Krainin 수상

### 공로상
- Henri Langlois 수상
- 그로초 막스 수상

### 진 허숄트 박애상
- Lew Wasserman 수상

### 어빙 탤버그 상
- Lawrence Weingarten 수상

### 음악스코어링상
- 스팅 - 마빈 햄리시 수상

## 같이 보기
- 제31회 골든 글로브상
- 제27회 영국 아카데미 영화상